# Teorema de los cuatro cuadrados
El teorema de los cuatro cuadrados de Lagrange, también conocido como la conjetura de  Bachet  se demostró en 1770 por Joseph Louis Lagrange.  
Dice que cada número entero positivo puede expresarse como la suma de cuatro cuadrados de enteros. Por ejemplo,  
31 = 5 2  + 2 2  + 1 2  + 1 2 
310 = 17 2  + 4 2  + 2 2  + 1 2 
Más formalmente, para cada entero positivo n, existen números enteros no negativos a, b, c, d  como  que:
n = a2 + b2 + c2 + d2
Adrien-Marie Legendre mejoró el teorema en 1798 demostrando que un entero positivo puede expresarse como la suma de tres cuadrados si y sólo si no es de la forma 4   k  (8  m  + 7). Su prueba estaba incompleta, dejando un hueco que después llenó Carl Friedrich Gauss.  
En 1834, Carl Gustav Jakob Jacobi encontró la  fórmula exacta para el número total de maneras en que un número entero positivo  n  dado  puede representarse como la suma de cuatro cuadrados.  Este número es ocho veces la suma de los divisores  de  n  si  n  es impar y 24 veces la suma de los divisores impares de  n  si  n  es par.  
El teorema de los cuatro cuadrados de Lagrange es un caso especial del teorema del número poligonal de Fermat y del problema de Waring.

## Evolución histórica
A partir de ejemplos proporcionados por Arithmetica es evidente que Diofanto de Alejandría era consciente de dicho teorema. Este libro fue traducido en 1621 al Latín por Claude Gaspard Bachet de Méziriac quien declaró el teorema en las notas de su traducción. Pero el teorema no fue demostrado hasta 1770 por Lagrange.
Adrien-Marie Legendre completó el teorema en 1797 con su Teorema de los tres cuadrados, demostrando que un entero positivo puede ser expresado como la suma de tres cuadrados de enteros si y sólo si no es de la forma  {\displaystyle 4^{k}(8m+7)}para los números enteros {\displaystyle k}y {\displaystyle m}. Más tarde, en 1834 Carl Gustav Jakob Jacobi descubrió una fórmula sencilla para el número de representaciones de un entero como la suma de los cuatro cuadrados con su propio Teorema de los cuatro cuadrados.
Además, la fórmula está ligada al Teorema de los círculos de Descartes, lo cual implica la suma de los cuadrados de las curvas de cuatro círculos. Esto también está relacionado con el Tamiz de Apolonio que más recientemente se relacionó con la Conjetura de Ramanujan–Petersson.

## La prueba clásica
Existen varias versiones modernas muy similares de la prueba de Lagrange. La siguiente prueba es una versión ligeramente simplificada, en el que los casos en los que m es par o impar no requieren argumentos distintos.
Es suficiente con demostrar el teorema para cada número primo impar p. Esto inmediatamente se deduce de la Identidad de los cuatro cuadrados de Euler (y del hecho de que el teorema se cumple para los números 1 y 2).
Los restos de  a2 módulo p son distintos para todo a entre 0 y {\displaystyle (p-1)/2} (inclusivo). Para ver esto, toma algún a y define c como a2 módulo p. a es una raíz delo polinomio x2 − c sobre el espacio {\displaystyle Z/pZ}. También lo es p-a (que es distinto de a). En el espacio K cualquier polinomio de grado n tiene a lo sumo n raíces distintas (Teorema de Lagrange (teoría de números)), por lo que no hay ningún otro a con esta propiedad, en particular no entre 0 y {\displaystyle (p-1)/2}.
Del mismo modo, para b que toma valores integrales entre 0 y {\displaystyle (p-1)/2}(inclusivo), los {\displaystyle -b^{2}-1}son distintos. Por el Principio del palomar, hay un a y un b en este intervalo para los cuales a2 y {\displaystyle -b^{2}-1} son congruentes módulo p, que es por lo que
{\displaystyle a^{2}+b^{2}+1^{2}+0^{2}=np.}
Ahora dejemos que m sea el entero positivo más pequeño de modo que mp es la suma de cuatro cuadrados, x12 + x22 + x32 + x42 (acabamos de demostrar que hay algún m (concretamente, n) con esta propiedad, por lo tanto hay al menos un m, que es más pequeño que p). Demostramos por contradicción que m es igual a 1: suponiendo que no sea el caso, probamos la existencia de un número entero positivo r menor que m, para el cual rp es además la suma de cuatro cuadrados (esto está basado en el método del Descenso infinito de Fermat).
Para este fin, consideramos para cada xi su yi que está en la misma clase de residuo módulo m y entre (–m + 1)/2 y m/2 (incluido). De ello se deduce que y12 + y22 + y32 + y42 = mr, para cualquier estrictamente entero positivo r menor que m.
Por último, otra referencia a la Identidad de los cuatro cuadrados de Euler demuestra que mpmr = z12 + z22 + z32 + z42. Pero el hecho de que cada xi es congruente a su correspondencia yi implica que todos los zi son divisibles por m. De hecho, {\displaystyle {\begin{cases}z_{1}&=x_{1}y_{1}+x_{2}y_{2}+x_{3}y_{3}+x_{4}y_{4}&\equiv x_{1}^{2}+x_{2}^{2}+x_{3}^{2}+x_{4}^{2}&=mp\equiv 0&{\pmod {m}},\\z_{2}&=x_{1}y_{2}-x_{2}y_{1}+x_{3}y_{4}-x_{4}y_{3}&\equiv x_{1}x_{2}-x_{2}x_{1}+x_{3}x_{4}-x_{4}x_{3}&=0&{\pmod {m}},\\z_{3}&=x_{1}y_{3}-x_{2}y_{4}-x_{3}y_{1}+x_{4}y_{2}&\equiv x_{1}x_{3}-x_{2}x_{4}-x_{3}x_{1}+x_{4}x_{2}&=0&{\pmod {m}},\\z_{4}&=x_{1}y_{4}+x_{2}y_{3}-x_{3}y_{2}-x_{4}y_{1}&\equiv x_{1}x_{4}+x_{2}x_{3}-x_{3}x_{2}-x_{4}x_{1}&=0&{\pmod {m}}.\end{cases}}}
De ello se deduce que, para wi = zi/m, w12 + w22 + w32 + w42 = rp, y esto entra en contradicción con la minimalidad de m.
En el descenso anterior, debemos excluir en ambos casos y1 = y2 = y3 = y4 = m/2 (lo que nos daría r = m y ningún descenso), y además el caso y1 = y2 = y3 = y4 = 0 (el cual nos daría r = 0 en lugar de ser estrictamente positivo). Para ambos casos, uno puede comprobar que mp = x12 + x22 + x32 + x42 sería un múltiplo de m2, contradiciendo el hecho de que p es un número primo mayor que m.

## Prueba usando los números enteros de Hurwitz
Una de las maneras para demostrar que dicho teorema se apoya en el Cuaternión de Hurwitz, que son la analogía de los números enteros para cuaterniones. Los Cuaterniones de Hurwitz consta de todos los cuaterniones con componentes enteros y todos los cuaterniones con componentes semienteros. Estos dos conjuntos pueden ser combinados en una sencilla fórmula
{\displaystyle \alpha ={\frac {1}{2}}E_{0}(1+\mathbf {i} +\mathbf {j} +\mathbf {k} )+E_{1}\mathbf {i} +E_{2}\mathbf {j} +E_{3}\mathbf {k} =a_{0}+a_{1}\mathbf {i} +a_{2}\mathbf {j} +a_{3}\mathbf {k} }
donde {\displaystyle E_{0},E_{1},E_{2},E_{3}}son enteros. De esta manera, los componentes del cuaternio {\displaystyle a_{0},a_{1},a_{2},a_{3}}son todos los números enteros o semienteros, dependiendo de si {\displaystyle E_{0}}es par o impar, respectivamente. El conjunto de cuaterniones de Hurwitz forma un anillo; es decir, la suma o producto de dos cuaterniones de Hurwitz cualesquiera es también un cuaternión de Hurwitz.
La norma de campo {\displaystyle \mathrm {N} (\alpha )}de un cuaternión racional {\displaystyle \alpha }es el número racional no negativo
{\displaystyle \mathrm {N} (\alpha )=\alpha {\bar {\alpha }}=a_{0}^{2}+a_{1}^{2}+a_{2}^{2}+a_{3}^{2}}
donde {\displaystyle {\bar {\alpha }}=a_{0}-a_{1}\mathbf {i} -a_{2}\mathbf {j} -a_{3}\mathbf {k} }es el conjugado de {\displaystyle \alpha }. Tengamos en cuenta que la norma de un cuaternión de Hurwitz es siempre un número entero. (Si los coeficientes son semienteros, entonces sus cuadrados son de la forma {\displaystyle {\tfrac {1}{4}}+n:n\in \mathbb {Z} }, y la suma de cuatro de estos números es un número entero).
Ya que la multiplicación de cuaternio es asociativa, y los números reales conmutan con otros cuaterniones, la norma de un producto de cuaterniones es igual al producto de las normas:
{\displaystyle \mathrm {N} (\alpha \beta )=\alpha \beta ({\overline {\alpha \beta }})=\alpha \beta {\bar {\beta }}{\bar {\alpha }}=\alpha \mathrm {N} (\beta ){\bar {\alpha }}=\alpha {\bar {\alpha }}\mathrm {N} (\beta )=\mathrm {N} (\alpha )\mathrm {N} (\beta ).}
Para cualquier {\displaystyle \alpha \neq 0}, {\displaystyle \alpha ^{-1}={\bar {\alpha }}\mathrm {N} (\alpha )^{-1}}. De ello se deduce fácilmente que {\displaystyle \alpha }es una unidad en el anillo de los cuaterniones de Hurwitz si y sólo si {\displaystyle \mathrm {N} (\alpha )=1}.
La prueba del teorema principal comienza por la reducción al caso de los números primos. La identidad de cuatro cuadrados de Euler implica que si el teorema de los cuatro cuadrados de Langrange es válido para dos números, es válido para el producto de los dos números. Puesto que cualquier número natural puede ser facotrizado en potencias de los números primos, basta con probar el teorema de los números primos. Esto es cierto para {\displaystyle 2=1^{2}+1^{2}+0^{2}+0^{2}}. Para demostrarlo para un número entero impar primo {\displaystyle p}, lo representamos como un cuaternión {\displaystyle (p,0,0,0)}y asumimos por ahora (como mostraremos más adelante) que no es un Hurwitz irreductible; es decir, puede ser factorizado en dos cuaterniones Hurwitz no unitarios.
{\displaystyle p=\alpha \beta .}
Las normas de {\displaystyle p,\alpha ,\beta }son enteros de tal manera que
{\displaystyle \mathrm {N} (p)=p^{2}=\mathrm {N} (\alpha \beta )=\mathrm {N} (\alpha )\mathrm {N} (\beta )}
y {\displaystyle \mathrm {N} (\alpha ),\mathrm {N} (\beta )>1}. Esto demuestra que tanto {\displaystyle \mathrm {N} (\alpha )}y {\displaystyle \mathrm {N} (\beta )}son iguales a {\displaystyle p}(ya que son enteros), y {\displaystyle p}es la suma de cuatro cuadrados
{\displaystyle p=\mathrm {N} (\alpha )=a_{0}^{2}+a_{1}^{2}+a_{2}^{2}+a_{3}^{2}.}

Si sucede que el {\displaystyle \alpha }elegido tiene coeficientes semienteros, puede ser reemplazado por otro cuaternión de Hurwitz. Escogemos {\displaystyle \omega =(\pm 1\pm \mathbf {i} \pm \mathbf {j} \pm \mathbf {k} )/2}de manera que {\displaystyle \gamma \equiv \omega +\alpha }tiene incluso coeficientes enteros. Entonces
{\displaystyle p=({\bar {\gamma }}-{\bar {\omega }})\omega {\bar {\omega }}(\gamma -\omega )=({\bar {\gamma }}\omega -1)({\bar {\omega }}\gamma -1).}
Ya que {\displaystyle \gamma }tiene incluso coeficientes enteros, {\displaystyle ({\bar {\omega }}\gamma -1)}tendrá coeficientes enteros y puede ser usado en lugar del {\displaystyle \alpha }original para dar una representación de {\displaystyle p}como la suma de cuatro cuadrados.
En cuanto a demostrar que {\displaystyle p}no es un Hurwitz irreductible, Lagrange demostró que cualquier número primo impar {\displaystyle p}divide al menos un número de la forma {\displaystyle u=1+l^{2}+m^{2}}, donde {\displaystyle l}y {\displaystyle m}son números enteros. Esto se puede ver de la siguiente manera: puesto que {\displaystyle p}es primo, {\displaystyle a^{2}\equiv b^{2}{\pmod {p}}}puede contener los enteros  {\displaystyle a,b}solo cuando {\displaystyle a\equiv \pm b{\pmod {p}}}. Así, el conjunto {\displaystyle X=\{0^{2},1^{2},\dots ,((p-1)/2)^{2}\}}de cuadrados contiene {\displaystyle (p+1)/2} residuos distintos módulo {\displaystyle p}. Del mismo modo, {\displaystyle Y=\{-(1+x):x\in X\}}tiene {\displaystyle (p+1)/2}residuos. Ya que sólo hay {\displaystyle p}residuos en total, y {\displaystyle |X|+|Y|=p+1>p}, los conjuntos {\displaystyle X}e {\displaystyle Y}se intersecan.
El número {\displaystyle u}puede ser factorizado en cuaterniones de Hurwitz:
{\displaystyle 1+l^{2}+m^{2}=(1+l\;\mathbf {i} +m\;\mathbf {j} )(1-l\;\mathbf {i} -m\;\mathbf {j} ).}
La norma sobre los cuaterniones de Hurwitz satisface una forma de la propiedad euclidiana: para cualquier cuaternión
{\displaystyle \alpha =a_{0}+a_{1}\mathbf {i} +a_{2}\mathbf {j} +a_{3}\mathbf {k} }con coeficientes racionales podemos elegir un cuaternión de Hurwitz
{\displaystyle \beta =b_{0}+b_{1}\mathbf {i} +b_{2}\mathbf {j} +b_{3}\mathbf {k} }para que {\displaystyle \mathrm {N} (\alpha -\beta )<1}seleccionando primero {\displaystyle b_{0}}para que {\displaystyle |a_{0}-b_{0}|\leq 1/4}y así {\displaystyle b_{1},b_{2},b_{3}}de modo que {\displaystyle |a_{i}-b_{i}|\leq 1/2}para {\displaystyle i=1,2,3}. Así obtenemos
{\displaystyle {\begin{aligned}\mathrm {N} (\alpha -\beta )&=(a_{0}-b_{0})^{2}+(a_{1}-b_{1})^{2}+(a_{2}-b_{2})^{2}+(a_{3}-b_{3})^{2}\\&\leq \left({\frac {1}{4}}\right)^{2}+\left({\frac {1}{2}}\right)^{2}+\left({\frac {1}{2}}\right)^{2}+\left({\frac {1}{2}}\right)^{2}={\frac {13}{16}}<1.\end{aligned}}}
De ello se deduce que para cualquier cuaternión de Hurwitz {\displaystyle \alpha ,\beta }con {\displaystyle \alpha \neq 0}, existe un cuaternión de Hurwitz {\displaystyle \gamma }tal que 
{\displaystyle \mathrm {N} (\beta -\alpha \gamma )<\mathrm {N} (\alpha ).}
El anillo de cuaterniones de Hurwitz  {\displaystyle H}no es conmutativo, por lo tanto no es un dominio euclidiano real, y no tiene factorización única en el sentido usual. Sin embargo, la propiedad anterior implica que todo ideal de derecho es principal. Por lo tanto, hay un cuaternión de Hurwitz {\displaystyle \alpha }tal que
{\displaystyle \alpha H=pH+(1-l\;\mathbf {i} -m\;\mathbf {j} )H.}
En particular, {\displaystyle p=\alpha \beta }para algún cuaternión de Hurwitz {\displaystyle \beta }. Si {\displaystyle \beta }fuera una unidad, {\displaystyle 1-l\;\mathbf {i} -m\;\mathbf {j} }sería un múltiplo de {\displaystyle p}, sin embargo, esto es imposible ya que {\displaystyle 1/p-l/p\;\mathbf {i} -m/p\;\mathbf {j} }no es un cuaternión de Hurwitz para {\displaystyle p>2}. De igual forma, si {\displaystyle \alpha }fuera una unidad, tendríamos
{\displaystyle (1+l\;\mathbf {i} +m\;\mathbf {j} )H=(1+l\;\mathbf {i} +m\;\mathbf {j} )pH+(1+l\;\mathbf {i} +m\;\mathbf {j} )(1-l\;\mathbf {i} -m\;\mathbf {j} )H\subseteq pH}
por lo tanto {\displaystyle p}divide {\displaystyle 1+l\;\mathbf {i} +m\;\mathbf {j} }, lo que contradice una vez más el hecho de que {\displaystyle 1/p-l/p\;\mathbf {i} -m/p\;\mathbf {j} }no es un cuaternión de Hurwitz. Así, {\displaystyle p}no es un Hurwitz irreductible, como decíamos anteriormente.

## Generalizaciones
El teorema de Lagrange de los cuatro cuadrados es un caso especial del teorema del número poligonal de Fermat y del problema de Waring.
Otra posible generalización es el siguiente problema: Dados los números naturales {\displaystyle a,b,c,d}, ¿podemos resolver
{\displaystyle n=ax_{1}^{2}+bx_{2}^{2}+cx_{3}^{2}+dx_{4}^{2}}
para todos los números enteros positivos {\displaystyle n}en los números enteros {\displaystyle x_{1},x_{2},x_{3},x_{4}}? En el caso {\displaystyle a=b=c=d=1}se responde en positivo por el teorema de Lagrange. La solución general fue dada por Ramanujan. Demostró que si asumimos, sin perder la generalidad, que {\displaystyle a\leq b\leq c\leq d}; entonces hay exactamente 54 opciones posibles para {\displaystyle a,b,c,d}de manera que el problema se pueda resolver en números enteros {\displaystyle x_{1},x_{2},x_{3},x_{4}}para todo {\displaystyle n}. (Ramanujan enumeró una 55.ª posibilidad {\displaystyle a=1,b=2,c=5,d=5}, pero en este caso el problema no se puede resolver si {\displaystyle n=15}).

## Algoritmos
Michael O. Rabin y Jeffrey Shallit descubrieron algoritmos de tiempo polinomial aleatorios para calcular una sola representación {\displaystyle n=x_{1}^{2}+x_{2}^{2}+x_{3}^{2}+x_{4}^{2}}para un entero dado {\displaystyle n}en el tiempo de ejecución previsto {\displaystyle \mathrm {O} (\log ^{2}n)}.

## Número de representaciones
El número de representaciones de un número natural n como la suma de cuatro cuadrados es denotado por r4(n). El Teorema de los cuatro cuadrados de Jacobi establece que es ocho veces la suma de los divisores de n si n es impar y 24 veces la suma de los divisores impares de n si n es par (ver función divisor), es decir:
{\displaystyle r_{4}(n)={\begin{cases}8\sum \limits _{m\mid n}m&{\text{si }}n{\text{ es impar}}\\[12pt]24\sum \limits _{\begin{smallmatrix}m|n\\m{\text{ impar}}\end{smallmatrix}}m&{\text{si }}n{\text{ es par}}.\end{cases}}}
Equivalentemente, es ocho veces la suma de todos sus divisores que no son divisibles por 4, es decir:
{\displaystyle r_{4}(n)=8\sum _{m\,:\,4\nmid m\mid n}m.}
También podemos escribir esto como
{\displaystyle r_{4}(n)=8\sigma (n)-32\sigma (n/4)\ ,}
donde el segundo término debe tomarse como cero si n no es divisible por 4. En particular, para un número primo p tenemos la fórmula explícita  r4(p) = 8(p + 1).
Algunos valores de  r4(n) se producen infinitamente a menudo como r4(n) = r4(2mn) siempre que n sea par. Los valores de  r4(n)/n puede ser arbitrariamente grande: de hecho,  r4(n)/n es infinitamente más grande que {\displaystyle 8{\sqrt {log(n)}}}.

## Singularidad
La secuencia de números enteros positivos que tienen una sola representación como suma de cuatro cuadrados (ordenados) es la siguiente:
1, 2, 3, 5, 6, 7, 8, 11, 14, 15, 23, 24, 32, 56, 96, 128, 224, 384, 512, 896 ... (secuencia A006431 en el OEIS).
Estos números enteros consisten en los siete números impares 1, 3, 5, 7, 11, 15, 23 y todos los números de la forma {\displaystyle 2(4^{k}),6(4^{k})}o {\displaystyle 14(4^{k})} .
La secuencia de números enteros positivos que no pueden representarse como una suma de cuatro cuadrados distintos de cero es:
1, 2, 3, 5, 6, 8, 9, 11, 14, 17, 24, 29, 32, 41, 56, 96, 128, 224, 384, 512, 896 ... (secuencia A000534 en el OEIS).
Estos números enteros consisten en los ocho números impares 1, 3, 5, 9, 11, 17, 29, 41 y todos los números de la forma {\displaystyle 2(4^{k}),6(4^{k})}o {\displaystyle 14(4^{k})}.

## Otras mejoras
El teorema de los cuatro cuadrados de Lagrange puede ser optimizado de varias maneras. Por ejemplo, Sun Zhiwei demostró que cada número natural puede ser expresado como la suma de una sexta potencia (o una cuarta potencia) y tres cuadrados, y la conjetura 1-3-5 de Sun (con un premio de 1350$ por hallar la solución) afirma que cualquier número natural puede escribirse como siendo {\displaystyle x,y,z,w}números enteros no negativos, de modo que {\displaystyle x+3y+5z}es un cuadrado.
Uno también puede preguntarse si es necesario usar todo el conjunto de números enteros cuadrados para escribir cada natural como la suma de cuatro cuadrados. Wirsing demostró que existe un conjunto de cuadrados {\displaystyle S}tal que {\displaystyle |S|=O(n^{1/4}\log ^{1/4}n)}de tal manera que cada entero positivo menor o igual que {\displaystyle n}puede ser expresado como una suma de un máximo de 4 elementos de {\displaystyle S}.